# Bryn Mawr-Skyway
Bryn Mawr-Skyway est une census-designated place (CDP) située dans le comté de King, dans l'État de Washington.